# 陕西千亿矿权案
陕西千亿矿权案，又称凯奇莱能源投资有限公司诉西安地质矿产勘查开发院案，是指2006年到2019年间，陕西省榆林市凯奇莱能源投资有限公司法定代表人赵发琦与西安地质矿产勘查开发院（简称西勘院）之间进行了旷日持久的合同违约诉讼。因事涉陕西北部榆林横山县榆横矿区北区面积339.2平方公里、地质储量15.68亿吨、可开采量10.98亿吨的波罗井田价值千亿的矿权归属，被舆论称为“陕北千亿矿权案”。此案在最高人民法院审理过程中发生二审案卷丢失，且包括周强在内的多位院领导涉嫌干涉案件审理，经前中央电视台主持人崔永元于2018年底爆料后，迅速引发社会舆论广泛关注。随后，中共中央政法委牵头组成多部门联合调查组对此案二审卷宗丢失等情况展开调查，最终认定案卷丢失为负责该案件审理的最高人民法院民一庭助理审判员王林清为发泄对单位的不满故意所为。

## 案情
2003年5月15日，西勘院与山東魯地礦業有限公司（簡稱魯地公司）簽訂了《陝西省榆林市橫山縣波羅—紅石橋地區煤炭資源合作勘查合同書》。
2003年8月25日，凯奇莱公司与西勘院签订《合作勘查合同书》。双方约定，凯奇莱公司支付西勘院前期勘探费用1200万元，后者同意前者拥有该普查项目勘查成果80%的权益。（西勘院主張實際上是2004年2月19日才簽訂）。
2003年10月22日，陝西省人民政府常務會議紀要（第21次）確定，對由政府前幾年已經給予一些煤田探礦權的單位，一律視作代表政府實施地質勘查，探礦權人無權處置礦權，其探礦權是否轉讓、轉讓給誰、如何轉讓，一律由省政府根據基地建設總體規劃和轉化項目落實情況作出決策。
2003年10月25日，西勘院與魯地公司鑑於陝西省人民政府第21次常務會議紀要精神，達成終止合作勘查合同書備忘錄。西勘院全額退還魯地公司先期支付費用。
2003年12月5日，凱奇萊公司成立，領取了企業法人營業執照。
2005年5月26日，凱奇萊公司向西勘院支付前期工作費用900萬元，西勘院收款後向凱奇萊公司出具了收款收據。之後，西勘院提出違反陝西省人民政府常務會議限制不能履行合同，引發爭議。
2005年8月1日，凱奇萊公司向陝西省政府辦公室反應，省政府辦公廳於轉來省長1598號批文，要求國土資源廳研究處理西勘院和凱奇萊公司糾紛。該批文寫明「省地礦局認為該合同與2003年省政府21次會議紀要精神不一致說法，找不到充足理由」、「我們認為，法規政策的規定未對該合同的履行構成實質性阻礙，建議雙方本著公平誠信的原則進行協商。」
2005年10月12日，陝西省國土資源廳調查後作出「陝國土資辦（2005）65號文件」，認定此合同符合國家法律、法規、省政府政策，且省發改委回覆無須辦理立項手續，故已完成備案程序。協調雙方於達成以下意見：（一）雙方同意繼續以2003年8月25日簽訂的榆林市橫山縣波羅—紅石峽（紅石橋）地區煤炭資源合作勘查合同書進行合作勘查。並同意合作勘查工作結束後，將探礦權轉入雙方合資成立的新公司或轉入凱奇萊公司，進行後期開發。（二）經查，雙方「合作勘探」的範圍與省發改委上報國家發改委的榆橫礦北區波羅井田規劃方案範圍基本一致，周邊部分超出。（三）西勘院應按照國務院有關規定，向省主管機關匯交前期完成的「詳查工作」地質資料，並將「合作勘查」的勘探（精查）合作設計報省國土資源廳進行審查。（四）按照國家、省政府的有關法律規定，合作勘查的探礦權人為西勘院，雙方依照合同的有關條款維護權利，依法履行義務。
2005年12月8日，凱奇萊公司向西勘院《鄭重致函》，懇請西勘院立即履行合同義務，盡快提供詳查設計和預算，明確凱奇萊公司還應支付履行勘查合同的履行數額。
2005年12月14日，西勘院复函凱奇萊公司：鑑於雙方未拿到下游產業立項批准，不能履行合同。對於有關遺留問題，希望和凱奇萊公司儘早協商解決。
2006年4月14日，在已簽署「波羅井田」勘探合同情況下，西勘院又與香港益業投資（集團）有限公司簽訂關於「波羅井田」的合作勘查合同書。 
2006年5月，在屡次协商无果之下，凯奇莱公司以违约为由，将西勘院起诉至陕西省高级人民法院。陕西省高院一审判决凯奇莱公司胜诉；西勘院不服判决并上诉至最高人民法院。
2008年4月底，时任最高人民法院副院长奚晓明邀请陕西省政府官员到最高法院“商议案情”。
2008年5月4日，陕西省政府办公厅向最高法院发出一份《关于西勘院与凯奇莱公司探矿权纠纷情况的报告》，称“西勘院与凯奇莱的合同没有完成备案，没有实施，应属无效合同”；“省高院一审判决对引用文件依据的理解不正确”；“执行一审判决将造成国有资产严重流失”；“如果维持省高级法院的判决，将会产生一系列严重后果”，“对陕西的稳定和发展大局带来较大的消极影响”。
2008年11月4日，最高法院作出裁定，撤销陕西省高院一审判决，将该案发回重审。《情况报告》被媒体曝光后，中共陕西省委向中共中央办公厅作了汇报，时任中共中央政治局常委、中央政法委书记周永康作出批示，要求正确引导舆论。
2010年8月30日该案在陕西省高院重审期间，陕西省政府专题党组会决定，由省监察厅会同省法制办、省工商局组成调查组，对凯奇莱与西勘院合作勘查波罗煤矿的相关问题进行专项调查。调查结论认为，“为规避陕西省政府21次常务会议决定，这份合同属于双方串通蓄意违规签订虚假合同的行为，所以该合同属无效合同”。
2010年11月19日，陕西省国土厅将“陕国土资办（2005）65号文件”予以撤销。
2010年11月29日，按照陕西省纪委监察厅的要求，陕西省高院纪检组对审理凯奇莱公司诉西勘院合同违约案的2006年原一审审判人员立案查处，并对发回重审过程全程督办。
2011年3月30日，陕西省高院作出判决，认为西勘院与凯奇莱公司为规避2003年10月22日陕西省人民政府第21次会议纪要“恶意串通，损害国家利益，双方的合作勘查合同为无效合同”，但判决书中未提65号文。
2011年4月29日，凯奇莱公司不服二审判决向最高人民法院提起上诉。
2017年1月12日，最高法院公开审理该案。同年12月16日，最高法院作出终审判决，认为一审判决认定事实、适用法律均有错误；认定西勘院与凯奇莱签订的《合作勘查合同书》有效，双方继续履行。但终审判决一直未获执行。

## 判決

### 合同有效性问题
2006年，陝西省高级人民法院作出的判決指，西勘院主張2004年2月19日才簽訂合同，所提出之證人具有利害關係且未提出除此以外其他證據，故法院不採信。
2011年，陝西省高级人民法院作出的判決指，西勘院主張2004年2月19日才簽訂合同，依工商登記凱奇萊公司於2003年12月15日成立，證人證詞非無事實根據，故法院採信。
2017年，最高人民法院作出的判決指，根據2010年12月6日實施的最高人民法院關於適用《〈中華人民共和國公司法〉若干問題的規定（三）》第三條規定：「發起人以設立中公司名義對外簽訂合同，公司成立後合同相對人請求公司承擔合同責任的，人民法院應予支持。」可見西勘院與凱奇萊公司簽訂的《合作勘查合同書》，不因締約時凱奇萊公司尚未設立而無效。而且，即使是按照西勘院的主張，在2014年2月19日，雙方當事人才在《合作勘查合同書》上加蓋公章，也只能證明西勘院在凱奇萊公司依法成立後，通過補正合同缺陷的行為再一次與凱奇萊公司確認了合同的效力，基於此，雙方是否倒簽合同，只涉及合同成立生效的起始點，不涉及合同有效無效，與雙方爭議焦點並無關聯。

### 合同性質與效力问题
2006年，陝西省高级人民法院作出的判決指，二者簽訂的是探礦權轉讓合同，依2000年國土資源部頒布的《礦業權出讓轉讓管理暫行規定》第44條向主管單位備案即發生效力，陝國土資辦（2005）65號文件中指出該合同業已完成備案，故轉讓探礦權合同有效。
2011年，陝西省高级人民法院作出的判決指，二者簽訂的是探礦權轉讓合同，惟二者有故意規避陝西省人民政府第21次常務會議紀限制的行為，故應1999年10月1日實施的《中華人民共和國合同法》第五十二條第二項規定認定合同無效。
2017年，最高人民法院作出的判决指，雙方當事人均多次表示案涉《合作勘查合同書》的性質是探礦權轉讓且歷審法院對此予以確認，本院認為從《合作勘查合同書》的內容看，其基本性質是合作勘查合同。1999年12月29日實施的《〈中華人民共和國合同法〉若干問題的解釋（一）》第四條規定：「合同法實施以後，人民法院確認合同無效，應當以全國人大及其常委會制定的法律和國務院制定的行政法規為依據，不得以地方性法規、行政規章為依據。」陝西省人民政府常務會議紀要不屬於法律和行政法規，不能作為認定合同無效的依據。其案涉合同應為合作勘查合同，其生效條件應為雙方平等自願，依法達成協議即可，無須政府主管部門審批。

### 西勘院責任问题
2006年，陝西省高级人民法院作出的判決指，探礦權合同有效。依陝國土資辦（2005）65號文件雙方同意完成合作勘查後轉入合資成立的公司或交由凱奇萊公司單獨開發，由於西勘院違約故意不促成移轉探礦權，故採礦權移轉到凱奇萊公司，西勘院仍享有20%利益分配請求權。
2011年，陝西省高级人民法院作出的判決指，探礦權合同無效。西勘院應返還因該合同取得的資金。
2017年，最高人民法院作出的判決指，合作勘查合同有效。西勘院以「未拿到下游產業立項批准，不能履行合同」為由拒絕履行與凱奇萊公司簽訂的合同，構成違約，應當按照雙方在《合作勘查合同書》第十二條第一項規定賠償。另外，西勘院迟延交付成果订立的专门条款，与违约条款不应叠加。而本案中的情况是，双方当事人尚未合作到取得勘查成果的阶段，故不存在因西勘院单方原因未按时向凯奇莱公司汇交成果的情形。

## 终审判决后续发展
西勘院在最高人民法院（2011）民一终字第81号判决生效后，于2018年1月5日向凯奇莱公司支付违约金1365万元。趙發琦認為法院判決認定合同繼續有效，由於双方在最高院审理本案的时候，均未提交关于该煤田普查、详查、精查均已完成、探矿权转让前提条件已经成就的证据，最高院才驳回了凯奇莱关于探矿权转让的訴訟請求，然而應該依實際情形發生法律效果，即西勘院應該繼續履行合同內移轉探矿權的條款。

## 争议煤田的状况
香港益业和中化工程集团承诺的165亿元巨额投资建设240万吨甲醇MTO项目开工后几乎一直处于停建状态。据通过大量材料计算出，宣称百亿元的投资项目其实际出资不过千万元。《经济参考报》记者2013年在项目现场采访时看到，偌大的工地仅仅打了一个400米深的主井和斜井，以及一个未完工就停建的办公楼，工地长满荒草。榆林市发改委一位官员亦证实，“中化益业煤化工项目自2007年后，就处于停建状态”。

## 相關爭議

### 西勘院与凯奇莱公司订立合同的动机
2003年10月22日，陕西省人民政府常务会议纪要（第21次）明确，对由政府前几年已经给予一些煤田探矿权的单位，一律视作代表政府实施地质勘查，探矿权人无权处置矿权，其探矿权是否转让、转让给谁、如何转让，一律由省政府根据基地建设总体规划和转化项目落实情况作出决策。对在陕北已落实的转化项目，由省政府统一配置相应的煤炭资源；对已配置资源但又不能如期转化的项目，省政府将无条件收回探矿权和采矿权，根据一审法院认定事实，2003年5月15日西勘院与鲁地公司合同正是因为该会议纪要而终止。据赵发琦说，“时任地矿局和西勘院主要领导公然对外宣称“谁能帮我们突破省政府第21次会议纪要，我们就跟谁合作”。
一审法院认定凯奇莱公司与西勘院签订的落款时间为2003年8月25日的《陕西省榆林市横山县波罗—红石桥地区煤炭资源合作勘查合同书》实际订立日期为2004年2月19日；但凯奇莱公司在给最高人民法院的上诉请求中辩称一审判决认定《合作勘查合同书》的签订日期是2004年2月9日，属认定事实错误。据赵发琦说，“當時，西勘院告訴我，省政府會議紀要說我們是代表政府勘探，這是違反法規的，他們作為省屬單位，上下級關係，沒辦法出面。他們說給我這個函件，希望我向省領導反映。所以我當即向省長寫了反映信。講會議紀要比法律還大，這不符合陝西提出的法治陝西、誠信陝西、開放陝西口號，我就這麼寫的”。赵发琦称，现在回头看，西勘院实际是拿合作方当枪使，让大家去突破省政府的会议纪要。
赵发琦2018年1月21日在一次研讨会上公开的文件显示，2005年8月1日陕西省国土厅收到省政府办公厅转来的省长1598号批文，要求国土资源厅研究处理西勘院和凯奇莱公司纠纷，该批文写明“省地矿局认为该合同与2003年省政府21次会议纪要精神不一致说法，找不到充足理由”、“我们认为，法规政策的规定未对该合同的履行构成实质性阻碍，建议双方本着公平诚信的原则进行协商。”根据该批文内容，省国土资源厅于8月5日和9月19日两次召集西勘院和凯奇莱负责人进行协商；10月12日，双方代表签字同意继续履行原始合同，进行合作勘查，并同意勘查工作结束后将探矿权转入双方成立的合资公司或转入凯奇莱进行后期开发。11月8日，陕西省国土资源厅签发了陕国资办发【2005】65号文件，对上述内容进行了确认并报省政府办公厅，同时抄送西勘院和凯奇莱双方。以上事实说明当时陕西省政府不但不认为西勘院和凯奇莱之间的合同违反相关政策，还确认了合同的有效性和合法性。

### 陕西省政府以权代法、干预案件
据《财经》杂志披露，2007年3月16日，西勘院曾向陕西省人民政府发出名为《关于榆林凯奇莱公司涉嫌诈骗省重大项目（240万吨甲醇配置资源）请求公安立案的紧急请示》的公函，请求省政府命令公安部门立案查处凯奇莱公司；3月25日，时任陕西省常务副省长的赵正永作出批示，要求陕西警方对凯奇莱公司进行侦查，理由則是其涉嫌虛報註冊資本，然而凱奇萊公司在2004年就以貨幣資本補足了賬面實收的資本金1200萬元。因此，陝西警方未予立案，最後只由榆林市工商局對凱奇萊公司做出了行政處罰。赵正永此举被认为是要彻底注销凯奇莱公司，使其丧失在“陕北千亿矿权案”中的主体权从而无法推进诉讼程序。但亦有消息源称凯奇莱公司2003年12月3日成立时赵发琦所占股份仅有5%，且确实存在注册资本虚报的情况：所谓后来补缴的1200万元注册资本全部来自2005年赵发琦预售采矿权获得的他人注资。
2010年8月30日，在陕西省政府党组会议上，已任陕西省代省长的赵正永直接认定凯奇莱公司与西勘院民事合同无效，并签发了相关文件，造成事实上的政府取代法院的职能，代替法院判案。2010年11月3日，赵正永在省政府专题党组会议后，再次要求公安部门对凯奇莱公司采取行动。此后陕西省公安厅成立了“查处凯奇莱涉嫌经济犯罪督办组”。2011年3月16日，榆林市工商局對凱奇萊公司再次立案，撤消了該公司的工商登記，並以「涉嫌虛報註冊資本罪」，將案件移交榆林市公安局。同年8月19日，赵发琦被榆林市公安局抓捕并羁押，时间长达133天。其后赵发琦被取保候审，后获判无罪。其间，凯奇莱公司就撤销营业执照等向法院提起行政诉讼获胜，公司的营业执照于2013年恢复。

### 香港益業投資（集團）有限公司背景
据《财经》杂志和《经济参考报》等媒体报道，本案与原陕西省政协常委、现任广西自治区政协常委的香港女商人刘娟密切相关，其实际控制的香港益业投资（集团）有限公司涉嫌伙同央企中国化学工程集团公司以3年建成240万吨甲醇MTO项目的虚假承诺获取陕西省政府配置“陕北千亿矿权案”中的特大煤矿；在获得省政府配置的煤炭资源后，中化工程集团零收益退出，香港益业公司将该煤矿以及化工项目51%股权转让给当地省属国有企业陕西延长石油集团有限责任公司，虚增被收购企业净资产约3亿元，骗取巨额国有资产。但赵发琦在接受媒体采访时明确否认刘娟为赵正永情妇的传言，称刘娟的后台另有其人。

### 多名官員因65號文件遭罰[16]
省政府党组报告也认定为不当，参与形成65号文的多名官员都被处分。报告称，省政府办公厅综合处在受理赵发琦写的反映信时，仅进行了简单了解后便形成认定意见。实际上这份合同与省委、省政府“三个转化”的精神和省政府21次常务会议决定相悖，与国家关于矿业权管理的相关法规不符。该意见批转省国土资源厅后，最终形成了65号文件。该文件没有严格按照国家法律法规和省委省政府的相关规定来度衡，仅以当事双方的意见为意见，形成了不当的协调意见。不过，报告中没有进一步说明，应如何按照国家法律法规和省委省政府的相关规定来“度衡”。
西勘院原副院长樊晶，在不了解西勘院与凯奇莱公司合作合同情况，未请示报告并领会意图的情况下，擅自在省国土资源厅65号文件初稿上签了“同意”意见，给予行政警告处分。西勘院副院长陈磊，因在参加国土资源厅调解工作时，未及时向樊晶说明合同签订的情况，被给予诫勉谈话的处分。
省国土资源厅方面因对65号文起草负直接责任，经退休的原省国土资源厅地质勘查处副调研员王风林，被给予行政降级处分；省国土资源厅副巡视员鲁学恭，在任地质勘查处处长时，对65号文件审查不严，履职不到位，负领导责任，给予行政警告处分。省国土资源厅副厅长梁枫，在调解处理矿权纠纷工作时任总工一职，负领导责任，被进行诫勉谈话。
省政府办公厅方面，综合处腾西鹏、张亚勋被认定在办理凯奇莱公司来信时工作不够细致、政策把关不严，被要求接受批评教育，并作出深刻书面检查。

### 實名举报官員瀆職
2016年11月3日，赵发琦在网上实名举报前后两任陕西省省长袁纯清和赵正永通过发密函影响最高人民法院和陕西省高级人民法院办案等手段操纵司法，干预案件执行，举报信中尚具體指名时任陕西省副省長洪峰、原劳动和社会保障部部長鄭斯林、最高人民法院负责该案件的副院長奚曉明（2015年落马）等高官牽涉其中。
2014－2017年间，陕西省国土厅厅长王登记、副厅长梁枫、总工程师杨建军以及西勘院原院长陈磊等人纷纷落马。
2018年6月，涉入此案的原陕西省榆林市委书记胡志强（原中共山西省委书记胡富国长子）被陕西省纪检监察部门查处并于同年12月被开除党籍、公职，移送司法。
2019年1月15日，举报信中所提及的时任陕西省人民政府省长，后来升任中共陕西省委书记的赵正永被中纪委国家监委宣布调查。

## 崔永元爆料该案二审案卷神秘丢失
2018年12月底以来，前中央电视台主持人崔永元通过微博介绍并曝光了赵发琦及凯奇莱公司在十余年来的不公遭遇、维权经过及该案二审的一本正卷和一本副卷于2016年在最高人民法院民一庭负责该案审理的主审法官王林清办公室内神秘失踪等细节，引发社会舆论强烈关注。
2018年12月26日，崔永元在其微博发文称，“习近平主席说要让民众从每个具体案件中体会法律的公正。而@最高人民法院院长周强都带头知法犯法，你让老百姓有何盼头？”崔永元还在微博中写道“先判后审，卷宗被盗两年无下落”，称52岁的赵发琦将12年用于打官司，还破口大骂“你们那里能进去盗贼吗？连老鼠都进不去。最高院可以丢卷宗吗？而且只丢这个案子的，而且只丢最重要的一本，而且丢的时候监控坏了，而且你们想再造一本……多大点事儿啊，不就是一个叫赵发琦的农民运气好买个探矿权探着个煤矿吗？怎么了？从省长到院长勾结在一起耍尽花招非得剥夺人家祖宗八代修来的一次福利。X你妈的，是不是打牌都只能你们胡啊？你们还让不让老百姓活了？” 这一系列爆料使陕西千亿矿权案迅速成为社会舆情关注的焦点。
12月27日，最高人民法院通过媒体否认案卷失踪，称“无任何事实和证据证明，属于谣言”；两天后，崔永元再次发微博并明确指出，陕西千亿矿权案二审卷宗是在最高人民法院民事審判第一庭承辦該案的法官王林清的办公室内丢失，並張貼出幾張疑为丟失案卷的照片。同日，最高人民法院承認其中兩張照片所載內容與目前保存在最高人民法院檔案處的（2011）民一終字第81號案件副卷的有關內容相同，並表示將啟動內部調查程序。
2018年12月30日，《華夏時報》深度調查部記者收到一段最高人民法院民一庭法官王林清的自述視頻。王在視頻中称，他为免遭不測留下一些證據而拍攝此段影片，他曾作為陝西榆林凱奇萊公司訴西安地質勘察院案件承辦人，在準備寫判決書前發現原存在於自己辦公室的二審的一本正卷和一本副卷（記載了合議庭評議記錄、領導對案件批示、有關部門意見等不公開信息）不見蹤影，遂請求民一庭庭長程新文調取監控攝像查明為何人所取走，卻发现安裝不久的兩個監控摄像头同時壞掉。
2019年1月2日，崔永元再贴出一段最高人民法院民一庭法官王林清接受訪問的片段，王聲稱自己承辦案件的正卷、副卷系在東交民巷27號的最高人民法院本部遭窃。1月6日，財新網在其官方微博披露，接近王林清的人士稱，王1月3日曾到最高人民法院露面，之後被帶到最高法附近一家賓館接受最高人民法院調查組的訊問。崔永元隨後在微博上發出「王林清，請馬上聯繫我，我要確定你安全，這是我們約好的」。
1月7日，崔永元先是在微博上公佈了一份「民一終字第81號」案件判決書的批示文件的照片，显示時任分管民一庭的審委會副部級專職委員杜萬華在2017年11月23日的批示中提及判決書做了三次修改並請周强批示。在12月18日的補充批示中，杜萬華寫到「本案判決書周強院長已經審核，請即發」。当天稍晚时候，崔永元再次贴出王林清接受訪問的一段视频，王在视频中称2016年3月，负责陕西千亿矿权案审理的合議庭達成一致意见，认为凱奇萊公司與西勘院的合作開發合同有效、西勘院構成違約、西勘院應當把探礦權轉讓給凱奇萊公司。杜萬華要王到他的辦公室報告合議結果并指示鉴于這個案件社會關注度高、利益龐大，應提交審委會討論後再作出判決。2016年5月，杜萬華又叫王到其辦公室并告知周強指示该案發回陕西省高院重審，王當下以違反民事訴訟法僅可發回一次的規定反對，但仍被要求保留个人意见并在周強院長出訪英國前完成發回高院重新審判的判決。正當王在草擬發回判決之際又接到杜萬華的電話，新的指示是判決解除合同，王立刻以不存在解除合同事由、違反法院不告不理的規定提出反對意見。
1月9日，中共中央政法委微信公眾號「長安劍」發布消息称中共中央政法委牵头成立了由中共中央纪委国家监委、最高人民检察院、公安部等部门参与的调查小组，对案卷丢失等问题进行调查。
1月16日，崔永元在个人微博上晒出了最高人民法院关于陕西千亿矿权案案情的内部报告，这份标有“机密”字样的副卷上有周强、奚晓明、杜万华等院领导的批示。其中周强落款为2013年11月21日的批示为“晓明同志：此案有关处理情况，要严格做好保密工作”。
1月18日，崔永元在其个人微博发文称，和王林清同屋办公的叫司伟（最高人民法院民一庭审判员），只有他俩有钥匙，怀疑丢卷和他有关。

### 联合调查组的调查结果
2019年2月22日，中央政法委牵头，中央纪委国家监委、最高检、公安部参加的联合调查组，公布了最高人民法院二审审理的陕西榆林“凯奇莱案”卷宗丢失等问题的调查结果。经查明：最高法民一庭助理审判员王林清因工作中对单位产生不满，于2016年11月25日，将临时装订的“凯奇莱案”副卷拆散，把全部正卷和拆散的部分副卷材料带回家中。目前，联合调查组已将调查中发现的王林清涉嫌非法获取、故意泄露国家秘密犯罪线索移交公安机关立案侦查。
联合调查组还对陕西千亿矿权案审理是否公正问题作出结论。联合调查组认定，首先，“凯奇莱案”的案涉合同应为合作勘查合同，而非探矿权转让合同。合同内容主要围绕双方如何联合勘查煤炭资源，约定合作方式、权益比例、勘查费用、成果处置等，未就探矿权转让作出明确表述。最高法院终审判决将该合同认定为合作勘查合同是正确的。其次，案涉合作勘查合同是有效的。该合同是双方真实意思表示，不能认定双方存在恶意串通行为，同时，合作勘查合同不属于法律、行政法规规定的应当办理批准、登记手续生效的合同，有关行政规章也没有规定此类合同备案后才能生效，合同本身亦不存在影响合同效力的其他法定情形。最高法院终审判决认定上述合同有效是正确的。其三，应当根据合同约定和法律规定确定各方违约责任。凯奇莱公司逾期付款、不足额付款，西勘院对同一项目另与第三人签订合同并履行，双方均存在违约行为，应根据合同约定和法律规定分别承担违约责任。由于凯奇莱公司明确要求西勘院承担违约责任，而后者没有要求前者承担违约责任，故最高法院根据双方诉讼请求认定西勘院违约并判令承担违约责任，并无不当。其四，案涉《合作勘查合同书》约定的主要内容已经西勘院与第三方另行签订合同并实际履行完毕。最高法院鉴于凯奇莱公司坚持其继续履行的诉讼请求不变，而作出继续履行合同的判决，有相关法律依据。其五，凯奇莱公司主张探矿权于法无据。案涉合同中没有关于探矿权转让的明确约定，且探矿权转让合同必须经批准才能生效，凯奇莱公司要求将探矿权转入其名下没有事实和法律依据。最高法院判决驳回凯奇莱公司包括转让探矿权在内的其他诉讼请求是正确的。对于王林清在视频中反映最高法院领导过问案件办理问题，联合调查组指出，最高法院根据有关法律和《最高人民法院关于完善人民法院司法责任制的若干意见》有关规定，对凯奇莱案这类重大复杂案件加强了审判管理和监督。同时，调查显示，该案在审理中也存在一些问题。一是在最高法院对该案第一次二审期间，陕西省政府曾于2008年5月4日发出函件，对案件审理提出意见，试图给最高法院正常审判活动施加影响。二是最高法院审判管理不规范，存在超过法定审理期限等问题。三是王林清违规接受当事人吃请，帮助打探案情，其行为违反最高法院《关于人民法院落实廉政准则防止利益冲突的若干规定》等有关规定。

## 后续
- 2019年2月22日，王林清在中国中央电视台露面并公开认罪，即「电视认罪」[38][39]。5月10日，新华社发布消息称，王林清因涉嫌职务违法问题，已被北京市监察机关立案调查。[40]
- 原告赵发琦，在2月22日调查结果出炉后，「手机一直处于关机状态」，被纽约时报记者推定失联[39]。

## 相关
- 秦岭北麓违建别墅案